# Teresa Rosell i Capdevila
Teresa Rosell i Capdevila (Vilanova i la Geltrú, Garraf, 6 de febrer de 1872 - 20 de juny de 1954) fou una professora de català i d'esperanto.
En col·laboració amb la seva germana Eulàlia Rosell i Capdevila realitzava nombroses activitats docents, culturals i socials a Vilanova i la Geltrú.
Va ser secretària del grup esperantista de Vilanova i la Geltrú i va ensenyar més de 30 anys fins a la victòria de l'exèrcit feixista en la Guerra Civil (1936-1939), que la va privar del seu treball.
A part de la seva dedicació a l'ensenyament, se la considera conjuntament amb la seva germana una recuperadora important de moltes de les tradicions i folklore de Vilanova i la Geltrú, com ara moltes cançons populars i les danses de Vilanova.